# Zingel asper
Zingel asper е вид бодлоперка от семейство Percidae. Видът е критично застрашен от изчезване.

## Разпространение
Разпространен е във Франция и Швейцария.

## Описание
На дължина достигат до 22 cm, а теглото им е не повече от 100 g.
Популацията на вида е намаляваща.